# Billboard Digital Songs

Billboard logo (2013)

Digital Songs é um gráfico semanal que classifica os singles digitais mais vendidos nos Estados Unidos, segundo a Billboard. Começou em fevereiro de 2005, as vendas digitais foram incorporadas em muitos gráficos de singles da Billboard. A RIAA certifica as canções baixadas, e quando a canção supera um milhão de vendas ganha certificado de "Platina". Ao ultrapassar dez milhões, recebe uma certificação de "Diamante".
A primeira música número um na parada Digital Songs foi "Just Lose It" de Eminem.

## Músicas

### Músicas com mais semanas em primeiro lugar em vendas
- 18 semanas

BTS – "Dynamite" (2020–21)
BTS – "Butter" (2021)
- 17 semanas

Luis Fonsi e Daddy Yankee com participação Justin Bieber – "Despacito" (2017)
- 16 semanas

Lil Nas X com participação Billy Ray Cyrus – "Old Town Road" (2019)
- 13 semanas

Flo Rida com participação T-Pain – "Low" (2007–2008)
Mark Ronson com participação Bruno Mars – "Uptown Funk" (2015)
The Chainsmokers com participação Halsey – "Closer" (2016)
- 11 semanas

Pharrell Williams – "Happy" (2014)
- 10 semanas

The Black Eyed Peas – "Boom Boom Pow" (2009)
The Black Eyed Peas – "I Gotta Feeling" (2009)
Macklemore e Ryan Lewis com participação Wanz – "Thrift Shop" (2013)
Robin Thicke com participação T.I. e Pharrell – "Blurred Lines" (2013)
Justin Timberlake – "Can't Stop the Feeling!" (2016)
Ed Sheeran – "Shape of You" (2017)
Lady Gaga e Bradley Cooper – "Shallow" (2018–2019)

### As 10 maiores vendas por download em uma semana
1. Adele – "Hello" (1 112 000) Nov. 14, 2015
2. Flo Rida – "Right Round" (636 000) Fev. 28, 2009
3. Adele – "Hello" (635 000) Nov. 21, 2015
4. Taylor Swift – "We Are Never Ever Getting Back Together" (623 000) Set. 1, 2012
5. Kesha – "Tik Tok" (610 000) Jan. 9, 2010
6. Taylor Swift – "I Knew You Were Trouble" (582 000) Jan. 12, 2013
7. Bruno Mars – "Grenade" (559 000) Jan. 8, 2011
8. Katy Perry – "Roar" (557 000)  Ago. 31, 2013
9. Taylor Swift – "Shake It Off" (544 000) Set. 6, 2014
10. Gotye com participação Kimbra – "Somebody That I Used to Know" (542 000) Abr. 28, 2012

### Maiores vendas na primeira semana
1. Adele – "Hello" (1 112 000) Nov. 14, 2015
2. Flo Rida – "Right Round" (636 000) Fev. 28, 2009
3. Taylor Swift – "We Are Never Ever Getting Back Together" (623 000) Set. 1, 2012
4. Katy Perry – "Roar" (557 000)  Ago. 31, 2013
5. Taylor Swift – "Shake It Off" (544 000) Set. 6, 2014
6. Justin Bieber – "Boyfriend" (521 000) Abr. 14, 2012
7. Maroon 5 com participação Wiz Khalifa – "Payphone" (493 000) Mai. 5, 2012
8. The Black Eyed Peas – "Boom Boom Pow" (465 000) Abr. 18, 2009
9. Lady Gaga – "Born This Way" (448 000) Fev. 26, 2011
10. Ariana Grande com participação Iggy Azalea – "Problem" (438 000) Mai. 17, 2014

### Maior salto para o número um
- 66-1: will.i.am e Britney Spears – "Scream & Shout" (Dez. 15, 2012)
- 57-1: Zac Efron, Vanessa Hudgens e Drew Seeley – "Breaking Free" (Fev. 11, 2006)
- 50-1: Taio Cruz com participação Ludacris – "Break Your Heart" (March 20, 2010)
- 50-1: Lee Greenwood – "God Bless the U.S.A." (Jul. 18, 2020)
- 44-1: Beyoncé – "Cuff It" (Fev. 17, 2023)
- 42-1: Wiz Khalifa com participação Charlie Puth – "See You Again" (Abr. 18, 2015)
- 38-1: Shakira com participação Wyclef Jean – "Hips Don't Lie" (Jun. 17, 2006)
- 35-1: Kelly Clarkson – "Piece by Piece" (March 19, 2016)
- 34-1: J Balvin e Willy William com participação Beyoncé – "Mi Gente" (Out. 21, 2017)
- 33-1: Billie Eilish – "No Time to Die" (Fev. 29, 2020)
- 28-1: Katy Perry – "Last Friday Night (T.G.I.F.)" (Jul. 2, 2011)

### Maior subida para o número um
- 33 semanas

Dua Lipa – "Levitating" (2021)
- 26 semanas

The All-American Rejects – "Dirty Little Secret" (2005–2006)
- 25 semanas

The Fray – "How to Save a Life" (2006)
Train – "Hey, Soul Sister" (2009–2010)
- 24 semanas

Lady Gaga com participação Colby O'Donis – "Just Dance" (2008–2009)
- 23 semanas

Adele – "Set Fire to the Rain" (2011–2012)
- 22 semanas

Beyonce – "Cuff It" (2022-2023)
- 20 semanas

Cardi B, Bad Bunny e J Balvin — "I Like It" (2018)
Fonte:

### Maior queda do número um
- 1-38: Jordan Smith – "Mary, Did You Know?" (Jan. 9, 2016)
- 1-28: The Weeknd – "Heartless" (Dez. 21, 2019)
- 1-19: Glee Cast – "Teenage Dream" (Dez. 4, 2010)
- 1-19: Prince & the Revolution – "Purple Rain" (Mai. 21, 2016)

## Artistas

### Artistas com mais hits número um
1. Taylor Swift (25)
2. Rihanna (14)
3. Justin Bieber (13) (tie)
3. Drake (13) (tie)
5. Nicki Minaj (12)
6. Katy Perry (11) (tie)
6. Eminem (11) (tie)
6. BTS (11) (tie)
6. Beyoncé (11) (tie)
10. Bruno Mars (9)

### Artistas com mais semanas no primeiro lugar
1. Taylor Swift (51)
2. BTS (48)
3. Rihanna (40)
4. Katy Perry (37)
5. Justin Bieber (33) 

### Ocupando simultaneamente as duas primeiras posições
- Mariah Carey: Dez. 31, 2005

1. "Don't Forget About Us"
2. "All I Want for Christmas Is You"

- Beyoncé: Dez. 6, 2008

1. "Single Ladies (Put a Ring on It)"
2. "If I Were a Boy"

- The Black Eyed Peas: Jun. 27, 2009 a Jul. 4, 2009

1. "I Gotta Feeling"
2. "Boom Boom Pow"

- Kesha: Jan. 23, 2010[22]

1. "Tik Tok"
2. "Blah Blah Blah" (com 3OH!3)

- Taylor Swift: September 22, 2012[23]

1. "We Are Never Ever Getting Back Together"
2. "Ronan"

- Iggy Azalea: Mai. 17, 2014 a Jun. 21, 2014

1. "Problem" (Ariana Grande com Iggy Azalea)
2. "Fancy" (Iggy Azalea com Charli XCX) (músicas trocadas de posição em 7 de junho de 2014)

- Taylor Swift: Nov. 1, 2014

1. "Out of the Woods"
2. "Shake It Off"

- Prince: Mai. 14, 2016

1. "Purple Rain"
2. "When Doves Cry"

- Ed Sheeran: Jan. 28, 2017

1. "Shape of You"
2. "Castle on the Hill"

- Justin Bieber: 20 de maio de 2017 a 27 de maio de 2017 e 17 de junho de 2017 a 1º de julho de 2017

1. "I'm the One" (DJ Khaled com participação de Justin Bieber, Quavo, Chance the Rapper e Lil Wayne)
2. "Despacito"  (Luis Fonsi e Daddy Yankee com participação de Justin Bieber) (músicas trocadas de posição em 27 de maio de 2017)

- Taylor Swift: September 23, 2017

1. "...Ready for It?"
2. "Look What You Made Me Do"

- Ed Sheeran: Jan. 3, 2018

1. "Perfect" (Ed Sheeran dueto com Beyoncé)
2. "River" (Eminem com Ed Sheeran)

- Cardi B: Jun. 30, 2018 a Jul. 14, 2018

1. "Girls Like You" (Maroon 5 com Cardi B)
2. "I Like It" (Cardi B, Bad Bunny e J Balvin)

- Lady Gaga: Out. 20, 2018

1. "Shallow" (Lady Gaga e Bradley Cooper)
2. "I'll Never Love Again"

- Lady Gaga: Out. 27, 2018 a Nov. 3, 2018

1. "Shallow" (Lady Gaga e Bradley Cooper)
2. "Always Remember Us This Way"

- The Weeknd: Dez. 14, 2019

1. "Heartless"
2. "Blinding Lights"

- BTS: March 7, 2020

1. "On"
2. "My Time"

- Kenny Rogers: Abr. 4, 2020

1. "The Gambler"
2. "Islands in the Stream" (Kenny Rogers e Dolly Parton)

- Bill Withers: Abr. 18, 2020

1. "Lean on Me"
2. "Ain't No Sunshine"

- BTS: Out. 17, 2020

1. "Dynamite"
2. "Savage Love (Laxed – Siren Beat)" (Jawsh 685 x Jason Derulo x BTS )

- BTS: Dez. 5, 2020

1. "Life Goes On"
2. "Blue & Grey"

- BTS: Dez. 19, 2020

1. "Life Goes On"
2. "Dynamite"

- BTS: 24 de julho de 2021 a 21 de agosto de 2021

1. "Permission to Dance"
2. "Butter" (músicas trocadas de posições em 31 de julho de 2021

- BTS: Out. 9, 2021

1. "My Universe" (Coldplay e BTS)
2. "Butter"

- Taylor Swift: Nov. 5, 2022

1. "Question...?"
2. "Bigger Than the Whole Sky"